# Berry Head

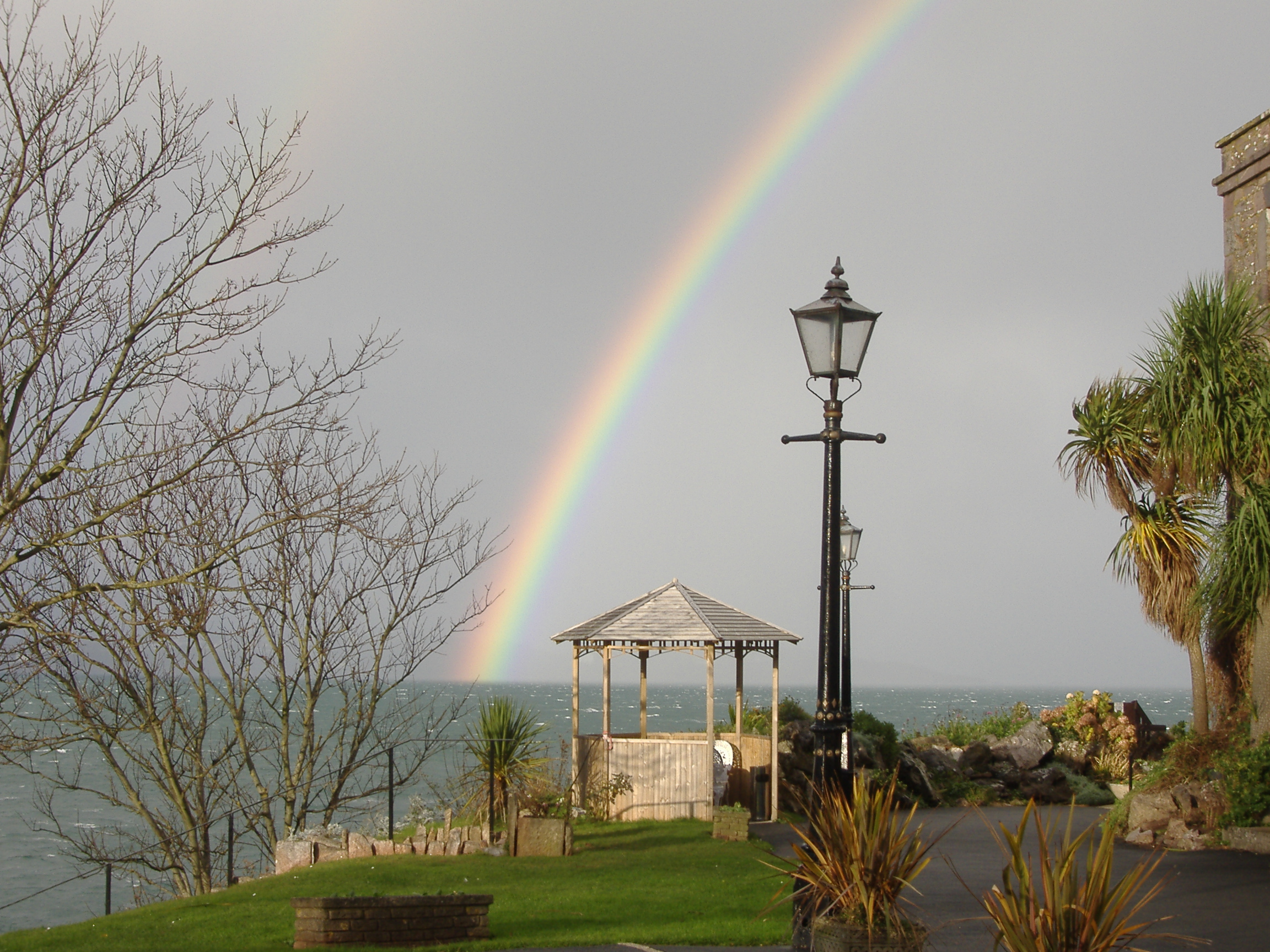
Veduta da Berry Head

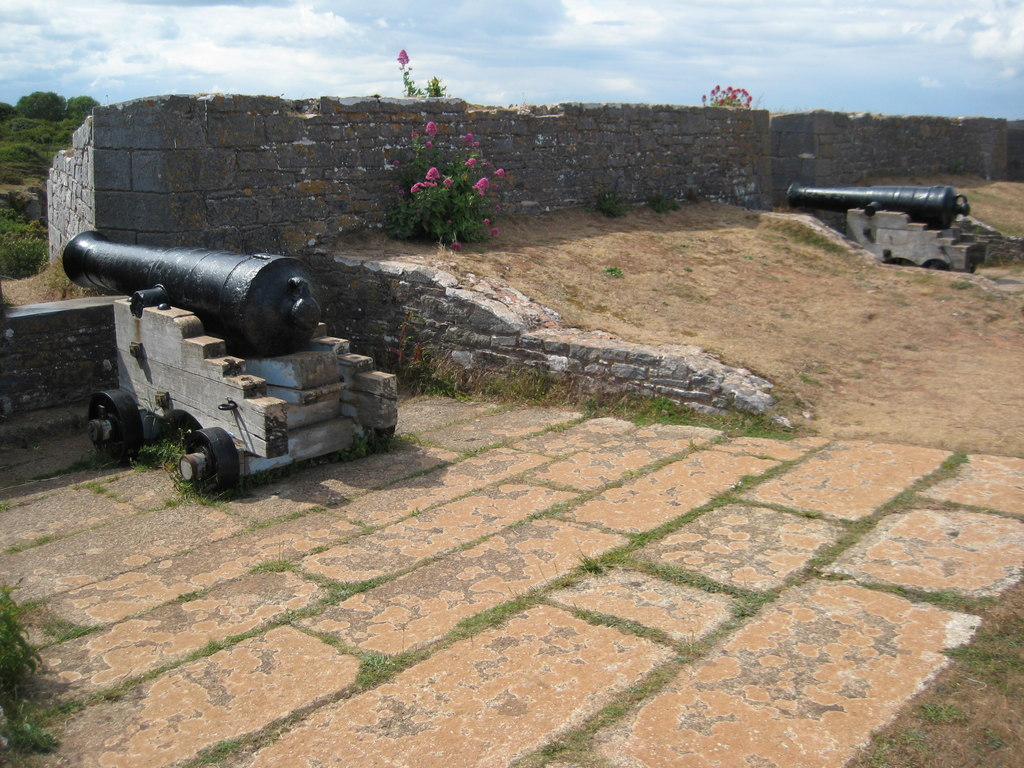
Uno dei forti militari lungo il promontorio

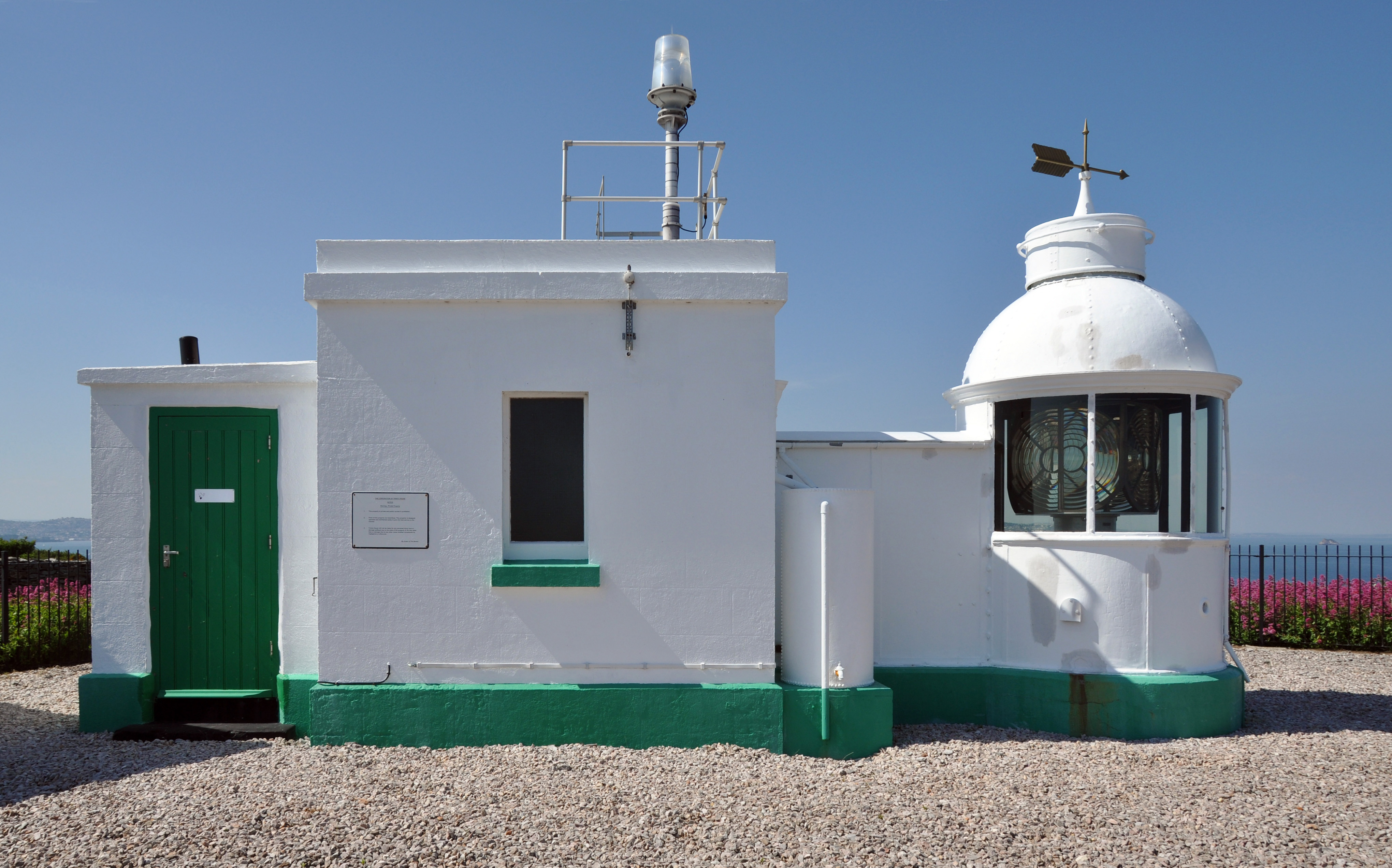
Il faro di Berry Head

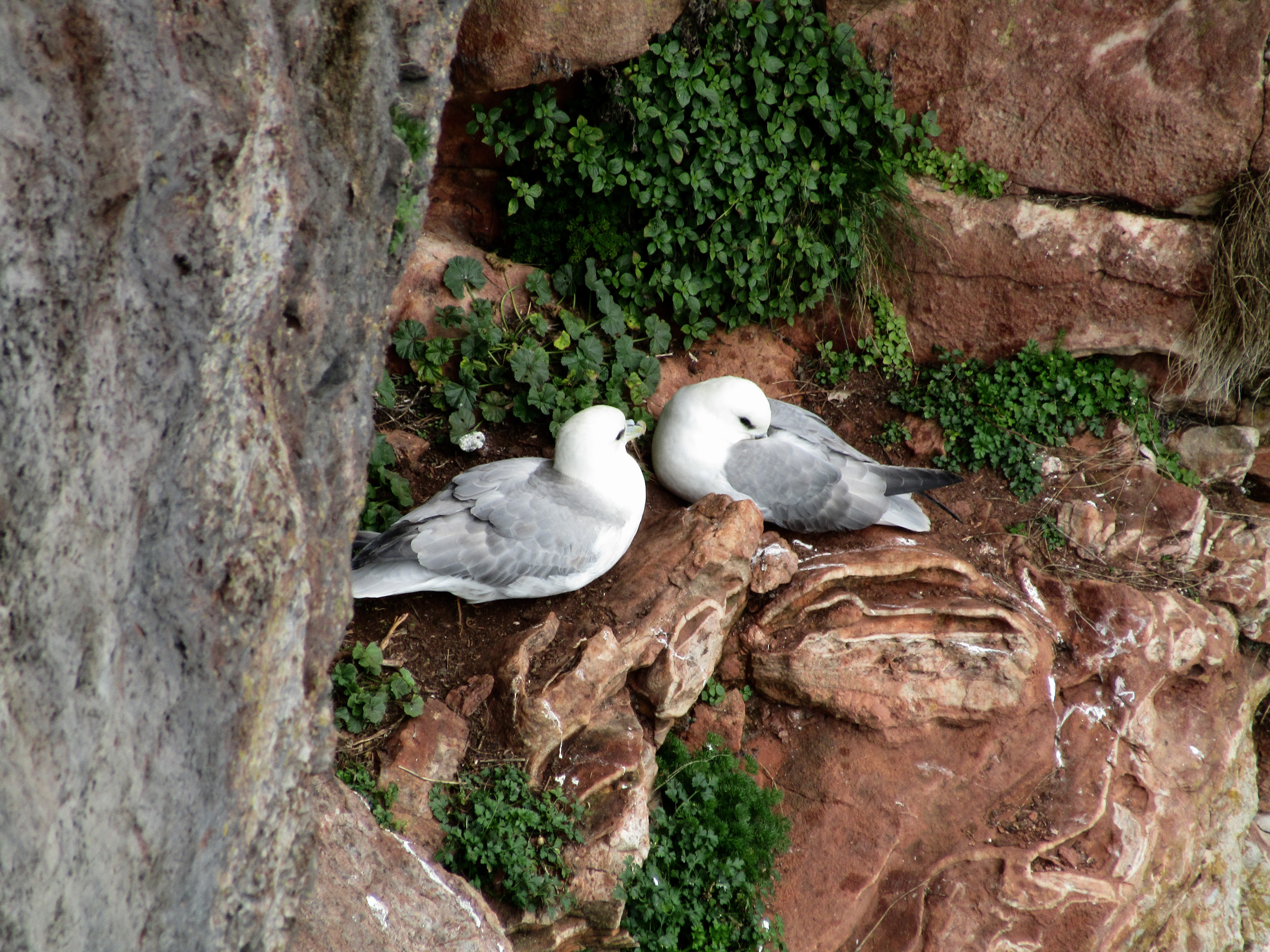
Due esemplari di fulmarus lungo Berry Head

Berry Head è un promontorio dell'Inghilterra sud-occidentale affacciato sulla Tor Bay (tratto del canale della Manica) e compreso nel territorio della parrocchia civile di Brixham (dintorni di Torbay, nota come "English Riviera"), nella contea del Devon. È classificato come sito di interesse scientifico.

## Geografia fisica
Il promontorio di Berry Head si trova a ovest del centro cittadino di Brixham.
Il promontorio si erge fino a circa 60 m s.l.m.

## Geologia
Le rocce del promontorio sono formate da calcare originatosi nel Carbonifero.

## Storia
Si hanno notizie su insediamenti umani in loco almeno sin dall'Età del Ferro, quando venne realizzato un forte in loco, mentre durante la conquista romana della Britannia giunse fino a Berry Head l'imperatore Tito.
Berry Head comparve poi in una mappa del 1588 in cui veniva pianificata la realizzazione di fortificazioni nell'area attorno a Torbay.
Tra il 1795 e il 1807, nel corso delle guerre napoleoniche, vennero realizzati lungo il promontorio due forti per proteggere la costa dall'attacco dei Francesi: la costruzione comportò la demolizione di un preesistente forte dell'Età del Ferro.
Nel 1815, al largo di Berry Head venne catturato sulla nave Bellerophon Napoleone Bonaparte, in seguito condotto in esilio sull'isola di Sant'Elena. Due anni dopo, vennero smantellati i forti realizzati lungo il promontorio, che rimase tuttavia sotto il controllo delle forze armate fino al 1832.
Berry Head mantenne tuttavia anche in seguito una funzione strategica, soprattutto per la navigazione civile. Il promontorio mantenne comunque una certa funzione anche sul piano militare: nel corso della prima guerra mondiale, uno dei forti di Berry Head avrebbe costituito un avamposto difensivo contro i sommergibili tedeschi, ma si tratta di una leggenda metropolitana che ebbe vita breve, mentre negli anni sessanta del XX secolo, nel corso della guerra fredda, venne installato a Berry Head un monitor sotterraneo.
Berry Head funse inoltre da stazione aerostatica fino al dicembre 1918. Tale funzione venne poi ripristinata cent'anni dopo, nel luglio 2018.
Nel 1969, la proprietà di Berry Head fu acquisita dal borough di Torbay.

## Flora e fauna

### Flora
Lungo il promontorio crescono circa 500 diverse specie di piante, tra cui piante rare quali l'helianthemum apenninum, l'ononis reclinata e la scilla autunnale (prospero autumnale), oltre a vari tipi di orchidee.

### Fauna
Le scogliere lungo Berry Head ospitano la più vasta colonia di urie dell'Inghilterra sud-occidentale, comprendente oltre un migliaio di esemplari. Lungo il promontorio nidificano poi altre specie di uccelli quali il fulmarus e la rissa.

## Monumenti e luoghi d'interesse

### Forti di Berry Head
Tra i principali monumenti del promontorio, figurano i forti realizzati nel corso delle guerre napoleoniche. (v. anche sezione "Storia"). Le fortificazioni comprendono il forte di Berry Head nr. 1 e il forte di Berry Head nr. 3, oltre al forte di Berry Head nr. 2 meglio noto come Hardy's Head Battery (originariamente realizzato nel 1780).

### Faro di Berry Head
Sul promontorio si erge inoltre un faro dell'altezza di 5 metri, realizzato nel 1906.